# Nikolaus Scherak
Nikolaus Scherak (nascido em 16 de outubro de 1986) é um político austríaco do NEOS - A Nova Áustria. Ele é vice-presidente do partido desde 2018. Anteriormente, ele foi líder da JuLis - Jovens Liberais da Áustria, uma organização jovem liberal, que sob a sua liderança se tornou a ala jovem do NEOS.